# Römerita
La römerita és un mineral de la classe dels sulfats. Rep el seu nom del geòleg alemany Friedrich Adolph Römer (1809-1869).

## Característiques
La römerita és un sulfat de fórmula química Fe2+Fe3+
2(SO₄)₄·14H₂O. Cristal·litza en el sistema triclínic. La seva duresa a l'escala de Mohs es troba entre 3 i 3,5.
Segons la classificació de Nickel-Strunz, la römerita pertany a «07.CB: Sulfats (selenats, etc.) sense anions addicionals, amb H₂O, amb cations de mida mitjana» juntament amb els següents minerals: dwornikita, gunningita, kieserita, poitevinita, szmikita, szomolnokita, cobaltkieserita, sanderita, bonattita, aplowita, boyleïta, ilesita, rozenita, starkeyita, drobecita, cranswickita, calcantita, jôkokuïta, pentahidrita, sideròtil, bianchita, chvaleticeïta, ferrohexahidrita, hexahidrita, moorhouseïta, niquelhexahidrita, retgersita, bieberita, boothita, mal·lardita, melanterita, zincmelanterita, alpersita, epsomita, goslarita, morenosita, alunògen, metaalunògen, aluminocoquimbita, coquimbita, paracoquimbita, romboclasa, kornelita, quenstedtita, lausenita, lishizhenita, ransomita, apjohnita, bilinita, dietrichita, halotriquita, pickeringita, redingtonita, wupatkiïta i meridianiïta.

## Formació i jaciments
Es forma per l'oxidació de sulfurs de ferro, com la pirita, la marcasita i la pirrotita, i sovint es troba amb altres sulfats de ferro com la romboclasa. Va ser descoberta a les mines de Rammelsberg, a la localitat de Rammelsberg, a Goslar, Harz (Baixa Saxònia, Alemanya). Els jaciments a on s'hi pot trobar es troben repartits per tot el planeta, a excepció de l'Antàrtida. Als territoris de parla catalana ha estat descrita a les mines d'Alum de La Vilella Alta, a la comarca del Priorat.